# Mehrgarh
Mehrgar è uno dei più importanti siti neolitici, sorto tra il 7000 a.C. ed il 3200 a.C. nella pianura di Kachi, nel Belucistan pakistano. Nel sito erano presenti l'agricoltura (frumento e orzo) e l'allevamento del bestiame (mucche, pecore, e capre).
Situata presso il passo Bolan, ad ovest della valle del fiume Indo e tra le attuali città pakistane di Quetta, Kalat e Sibi, Mehrgarh venne scoperta nel 1974 da un team di archeologi francesi diretti da Jean-François Jarrige, i cui scavi proseguirono fino al 1986. Il primo insediamento umano di Mehrgarh, nell'angolo nord-est di un sito di 2 km², è costituito da un piccolo villaggio agricolo, datato tra il 7000 e il 5500 a.C. Il sito venne occupato ininterrottamente fino al circa il 2600 a.C.

## Stili di vita e tecnologia
I primi residenti di Mehrgarh vivevano in case costruite con mattoni di fango essiccato straordinariamente regolari, immagazzinavano i cereali in granai, costruivano attrezzi in rame, e decoravano enormi recipienti con il bitume.
Coltivavano l'orzo, il farro, il grano, il giuggiolo, e contemporaneamente allevavano capre, pecore e bestiame. Gli abitanti del periodo più tardo, tra il 5500 ed il 2600 a.C., acquisirono sempre maggiore abilità nel lavorare la pietra focaia, nella conciatura, nella produzione di collane e nella lavorazione dei metalli. Nell'aprile 2006 sul giornale scientifico Nature, venne annunciato che i primi abitanti del sito di Mehrgarh erano in grado di effettuare delle trapanazioni dentali su persone viventi.

## Importanza del sito
Il sito di Mehrgarh è attualmente considerato come precursore della civiltà della valle dell'Indo. Secondo Hasan Dani, professore emerito di archeologia presso l'università di Quaid-e-Azam, a Islamabad: «La scoperta di Mehrgarh ha modificato l'intero concetto della civiltà dell'Indo, possediamo l'intera cronologia, esattamente dall'inizio della colonizzazione del sito». Secondo Chatherin Jarrige del Centro di ricerche archeologiche dell'Indo Balochistan, presso il Museo Guimet di Parigi: «… La pianura di Kachi e il bacino di Bolan sono situati presso il passo di Bolan, una delle principali strade che collegavano il sud con l'attuale Afghanistan, l'est con l'Iran, le colline del Belucistan, e la valle dell'Indo, dove attorno al 2.500 a.C. si formò la prima civiltà urbana, contemporanea alle civiltà mesopotamiche e dell'antico impero egiziano. Per la prima volta, per il subcontinente indiano possediamo, grazie agli scavi, l'intera sequenza cronologica della storia, tra il 7000 a.C. ed il 500 a.C. grazie soprattutto alle esplorazioni compiute nelle località di: Pirak tra il 1968 ed il 1974, Mehrgar tra il 1975 ed il 1986 e di Nausharo tra il 1985 ed il 1996.»

## Periodo I

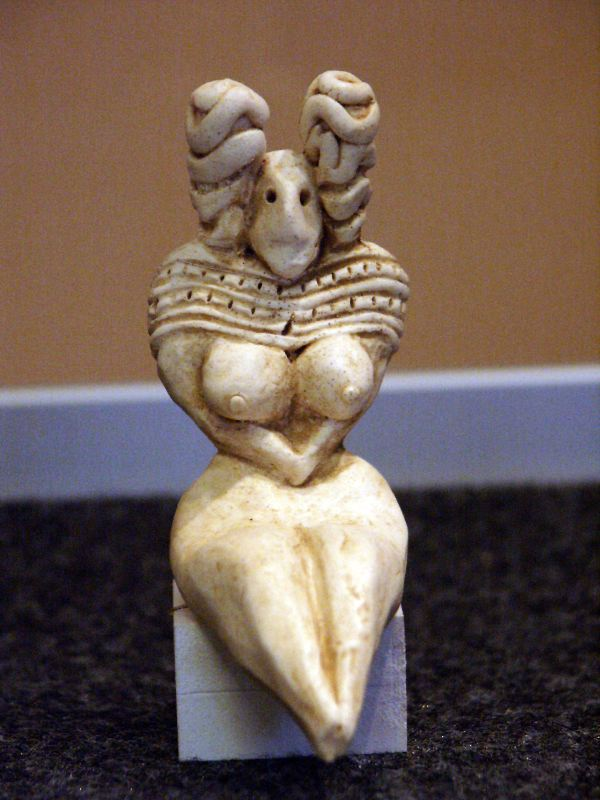
Una statuetta trovata a Mehrgarh, 3000 a.C., Museo Guimet, Parigi

Gli archeologi suddividono la colonizzazione del sito in diversi periodi. Il primo di questi è chiamato periodo I di Mehrgarh, va dal 7000 a.C. al 5500 a.C., è neolitico preceramico (precedente all'introduzione della ceramica). Le prime coltivazioni di grano e orzo e allevamento del bestiame, nell'area vennero sviluppati da un popolo semi-nomade, mentre l'insediamento venne costruito con edifici in mattoni di fango essiccato ognuno dotato di quattro suddivisioni interne, alcune delle quali erano adibite per l'immagazzinamento di cibi.
Vennero inoltre individuati numerose sepolture, nei quali si trovarono diversi oggetti: cesti, strumenti in pietra ed osso, collane, cavigliere, cinture, braccialetti, orecchini, fili di perle, canestri di bitume, e qualche volta resti di sacrifici animali, inoltre i corpi vennero ricoperti di ocra rossa. Fra gli oggetti ornamentali sono stati trovate: conchiglie, oggetti in pietra calcarea, in turchesi, in lapislazzuli, in arenaria e ornamenti in rame levigato; a questi si aggiungono statuette di donne e animali. Il ritrovamento di conchiglie e lapislazzuli appartenente a spiagge di mari lontani, dimostra che questa popolazione intratteneva contatti con quelle aree. In un sepolcro di un unico sito venne trovata una ascia in pietra, le prime provenienti da un contesto stratificato dell'Asia del sud. Inoltre sono stati ritrovate pietre da macina e lame di selce utilizzate per tagliare le graminacee. I vari esami effettuati sui semi di cereali rinvenuti hanno identificato l'orzo distico, l'orzo tetrastico, il grano monococco, il farro ed il grano duro; oltre ai cereali altre fonti di alimentazione erano fornite dal giuggiolo e dal dattero.
Per quanto riguarda gli animali, nei livelli di scavo più antichi sono stati trovati resti di bestie per lo più selvatiche, quali gazzelle, pecore selvatiche,  capre, cervi, antilopi azzurre, bufalo indiano e bovini selvatici, mentre alla fine del periodo I la maggior parte dei resti animali sono attribuibili a bestie addomesticate, quali bovini, capre e pecore.
Nel 2001, gli archeologi studiando i resti di due uomini provenienti da Mehrgarh e riferiti a questo periodo, scoprirono le loro conoscenze di proto-odontoiatria già esistenti nel primo periodo Harappa, come riportato nell'articolo di Nature sopra citato.

## Periodo II
Il periodo II di Mehrgarh va dal 5500 a.C. al 4800 a.C.. Già nel periodo II venne introdotto l'uso di ceramiche, rappresentata da vasi piriformi, di argilla e nel tardo periodo di calcoliti. Del periodo II sono stati rinvenuti impronte di chicchi di grano e d'orzo e i resti di due falci oltre a semi di cotone; numerosi sono i frammenti di ossa di animali, quasi tutti addomesticati. È stato scoperto un laboratorio per la realizzazione di perline di steatite e di conchiglie provenienti dalle coste del Mar Arabico, completo di attrezzi per la lavorazione quali lame e succhielli; anche gli utensili di selce continuanvano ad essere predominanti in questo periodo, mentre ancora scarso è stato il metallo ritrovato, limitato a pochi oggetti di rame. Sono state trovate due tombe con una copertura di ocra rossa.
Vi sono evidenze di commerci a lunga distanza durante il periodo II, testimoniati dalla scoperta di diverse collane e lapislazzuli provenienti dal Badakshan.

## Periodo III
Il periodo III va dal 4800 a.C. al 3500 a.C..
Nel periodo III vi sono evidenze dell'utilizzo di avanzate tecniche di fabbricazione: ceramica modellata al tornio e prodotta ormai in grandi quantità, ruota da vasaio, crogiuoli per la fusione del rame, collane smaltate, di tipo faenza, statuette in terracotta più dettagliate. Le statuette femminili venivano colorate e presentavano stili e ornamenti diversi. La quantità di oggetti di sepoltura diminuisce con il passare del tempo, limitandosi agli ornamenti e privilegiando in quantità le sepolture femminili.
Vennero prodotti i primi sigilli o timbri in osso e in terracotta con disegni geometrici. La tecnologia include la trapanatura di pietre e oggetti in rame, forni e crogioli per la lavorazione del metallo.
Un'altra innovazione apportata in questa fase fu la diversificazione agricola, in quanto furono introdotte due nuove varietà di frumento e una nuova varietà di orzo.

## Periodo IV
Il periodo IV di Mehrgarh va dal 3500 al 3200 a.C., e i resti rinvenuti evidenziano l'uso di grandi giare utilizzate per le provviste, di numerosi oggetti prodotti dai vasai, tra i quali ceramiche colorate nelle quali predomina il gusto della decorazione geometrica; numerosa è la produzione di figure femminili di terracotta e di sigilli di osso.

## Periodo V
Il periodo V di Mehrgarh va dal 3200 al 3000 a.C., ed è caratterizzato dall'intensificazione dei collegamenti tra il Belucistan, l'Iran orientale e il Turkmenistan meridionale; queste linee commerciali agevolarono lo scambio non solo di merci ma anche di idee. Tra gli esempi più emblematici vi furono sigilli a punzone e vari temi decorativi ceramici che risultarono simili in tutte e tre le regioni.

## Periodo VI
Il periodo VI di Mehrgarh va dal 3000 al 2700 a.C., e tra le novità agricole presenti rispetto ai periodi precedenti, spicca l'introduzione della vite, mentre si incrementa la produzione di ceramica e di statuine, dei quali è stato rintracciato un centro di cottura; i vasi venivano disposti in terra e ricoperti da uno strato di paglia, sia in basso sia in alto, oltre ad uno strato di cocci e di argilla; i vasai davano fuoco alla paglia per un periodo di circa ventiquattro ore seguito da una settimana di raffreddamento. Le statuine femminili furono rifinite con più accuratezza rispetto al passato, basti pensare all'introduzione degli occhi sporgenti e dei fili di argilla come acconciatura.

## Periodo VII
Approssimativamente tra il 2600 ed il 2000 a.C., la città venne in larga parte abbandonata, nel momento in cui la civiltà dell'Indo si trovava nel suo stadio di sviluppo intermedio. È probabile che sia gli abitanti di Mehrgarh che quelli del Balochistan, migrarono verso la fertile valle dell'Indo a causa di cambiamenti climatici.
Prima di abbandonare la città, gli abitanti fecero in tempo a produrre un numero considerevole di ceramiche e vasi di pregevole fattura, di introdurre anche le statuine maschili e quelle animali come lo zebù (bovino gibboso) e vari uccelli. I prodotti assomigliavano sempre più a quelli della civiltà dell'Indo.